# Biblia Hebraica transcripta
Die Biblia Hebraica transcripta (BHt), veröffentlicht 1991, ist eine Forschungsdatenbank zum Alten Testament. Sie bietet eine vollständige morphologische Transkription und Satzeinteilung des Masoretischen Textes (und Teilen des hebräischen Sirach) und umfassende Suchmöglichkeiten.

## Entstehung
Die Biblia Hebraica transcripta wurde von Wolfgang Richter konzipiert. Ihre Erstversion erschien 1991 in gedruckter Form. 2020 wurde sie um das Modul „Datenbank 'Althebräische Personennamen' (DAHPN)“ erweitert.

## Konzept
Die Biblia Hebraica transcripta verfolgt drei Ziele:
1. Vollständige Wiedergabe der morphologischen Struktur der Wörter im Alten Testament
2. Vollständige Wiedergabe der Sätze mit ihren Grenzen
3. Vollständige Wiedergabe der Datenstruktur

### Morphologische Transkription
Im Gegensatz zur Transliteration als eineindeutiger (und damit reversibler) Übertragung eines Textes aus einem Schriftsystem in ein anderes bezeichnet Transkription die Wiedergabe von Sprache durch metasprachliche Schriftzeichen. Eine morphologische Transkription ist nicht der Versuch einer Rekonstruktion der historischen Aussprache zur Entstehungszeit der Texte, sondern gibt die Wortstrukturen wieder. Dabei werden die kleinsten Einheiten (Morpheme) identifiziert, die semantische oder grammatische Bedeutung tragen.

### Satzeinteilung
Die traditionelle Einteilung des Alten Testaments in Bücher, Kapitel und Verse besitzt keine grammatisch konsequente Grundlage. Demgegenüber orientiert sich die Satzeinteilung der Biblia Hebraica transcripta an grammatischen Kriterien und berücksichtigt satzeinleitende Wortarten (Konjunktionen, Satz-Deiktika, Text-Deiktika) und Reihenfolge der Satzglieder (Prädikat, Subjekt, Objekt). Dazu kommt die Festlegung, dass ein Satz maximal ein Prädikat besitzen kann.

### Datenstruktur
Alle Wörter des transkribierten Textes sind als Datenbankeinträge festgelegt. Die hebräischen Varianten der BHS sind beigegeben, ebenso Qere.

## Textbeispiel Gen 1,1–5
| Vers | Transliteration                            | morphologische Transkription                         |
| ---- | ------------------------------------------ | ---------------------------------------------------- |
| 1    | bəreʾšît                                   | b˙ = rē(ʾ)šīt                                        |
|      | bārāʾ ʾälohîm ʾet haššāmajim wəʾet hāʾāræṣ | barā(ʾ) ʾïlō*hīm ʾȧt ha = šamaym w˙ = ʾȧt ha = ʾarṣ  |
| 2    | wəhāʾāræṣ hājətāh tohû wāvohû              | w˙ = ha = ʾarṣ hayȧtā tuhw wa = buhw                 |
|      | wəḥošækh ʿal-pənê təhôm                    | w˙ = ḥušk ʿal pȧnē tïhōm                             |
|      | wərûaḥ ʾälohîm məraḥæfæt ʿal-pənê hammājim | w˙ = rūḥ ʾïlō*hīm m˙raḥ[ḥ]ïpt ʿal pȧnē ha = maym     |
| 3    | wajjoʾmær ʾälohîm                          | wa = yō(ʾ)mir ʾïlō*hīm                               |
|      | jəhî ʾôr                                   | yïhy ʾōr                                             |
|      | wajəhî ʾôr                                 | wa = yïhy ʾōr                                        |
| 4    | wajjarʾ ʾälohîm ʾæt-hāʾôr                  | wa = yïrʾ ʾïlō*hīm ʾat ha = ʾōr                      |
|      | kî-ṭôv                                     | kī ṭōb                                               |
|      | wajjavdel ʾälohîm bên hāʾôr uvên haḥošækh  | wa = yabdil ʾïlō*hīm bēn ha = ʾōr w˙ = bēn ha = ḥušk |
| 5    | wajjiqrāʾ ʾälohîm lāʾôr jôm                | wa = yiqrā(ʾ) ʾïlō*hīm l˙ = [h]a = ʾōr yōm           |
|      | wəlaḥošækh qārāʾ lājlāh                    | w˙ = l˙ = [h]a = ḥušk qarā(ʾ) laylā                  |
|      | wajəhî-ʿæræv                               | wa = yïhy ʿarb                                       |
|      | wajəhî-voqær                               | wa = yïhy buqr                                       |
|      | jôm ʾæḥād                                  | yōm ʾȧḥ⁺ad                                           |